# Ali Kemal Denizci
Ali Kemal Denizci est un footballeur et entraîneur turc né le 1er mars 1950 à Trabzon. Jouant au poste d'ailier, il a évolué dans plusieurs des plus grands clubs turcs, notamment Trabzonspor, Fenerbahçe et Beşiktaş. Surnommé Fırtına Kemal (en français : Kemal la Tempête) en raison de sa vitesse fulgurante, il a marqué le football turc dans les années 1970.

## Biographie

### En club
Ali Kemal commence sa carrière de footballeur en rejoignant Trabzonspor en 1972, après avoir joué dans des clubs amateurs comme Çarşıbaşıspor et Trabzon Yolspor. Il aide rapidement Trabzonspor à monter en Süper Lig pour la première fois de son histoire. Il devient rapidement une star de l'équipe et contribue activement aux premiers titres de champion de Turquie du club lors des saisons 1975-76, 1976-77.
En 1978, en raison de difficultés financières, Trabzonspor est contraint de vendre Ali Kemal à Fenerbahçe, ce qui provoque des émeutes parmi les supporters de Trabzon. À Fenerbahçe, il continue à performer, remportant la Coupe de Turquie en 1978-1979 et plusieurs trophées locaux.
En 1981, Ali Kemal signe pour Beşiktaş, où il termine sa carrière de joueur en remportant un dernier titre de Süper Lig lors de la saison 1981-1982. Il dispute son dernier match en 1983 contre son ancien club Trabzonspor.
Au total, en compétitions européennes, Ali Kemal Denizci dispute 10 matchs pour 2 buts marqués en Coupe des clubs champions, 2 matchs pour aucun but marqué en Coupe des vainqueurs de coupe et 2 matchs pour aucun but marqué en Coupe UEFA.

### En sélection
Ali Kemal Denizci est le premier joueur de l'histoire de Trabzonspor à être sélectionné pour l'équipe de Turquie de football. Il fait ses débuts internationaux en 1975 et obtient un total de 27 sélections entre 1975 et 1982, marquant 3 buts.
Il dispute son premier match le 19 mars 1975 contre la Roumanie en amical (match nul 1-1 à Istanbul).
Il joue lors des qualifications pour l'Euro 1976, pour la Coupe du monde 1978 et pour l'Euro 1984.
Il dispute son dernier match le 22 décembre 1982 contre la Bulgarie en amical (défaite 0-1 à Istanbul).

### Entraîneur
Après avoir mis fin à sa carrière de joueur, Ali Kemal se reconvertit en entraîneur. Il commence par encadrer les équipes de jeunes de Trabzonspor avant de diriger plusieurs clubs turcs, notamment Kartalspor, Kardemir Karabükspor, İstanbulspor, et Çaykur Rizespor. Il revient également à Trabzonspor en tant qu'entraîneur principal à plusieurs reprises, sans toutefois retrouver les mêmes succès que durant sa carrière de joueur.

## Vie personnelle
Ali Kemal est issu d'une famille de footballeurs : son frère, Osman Denizci (en), a également été un joueur professionnel évoluant notamment à Fenerbahçe aux côtés de son frère.

## Palmarès
Trabzonspor
| - Championnat de Turquie (2) : - Champion : 1975-76, 1976-77. - Coupe de Turquie (2) : - Vainqueur : 1976-77, 1977-78. - Supercoupe de Turquie (3) : - Vainqueur : 1976, 1977, 1978. |

 Fenerbahçe
| - Coupe de Turquie (1) : - Vainqueur : 1978-79. - Coupe TSYD (3) : - Vainqueur : 1979, 1980, 1981. |

 Beşiktaş J.K.
| - Championnat de Turquie (1) : - Champion : 1981-82. |